# Diddy Kong Racing
Diddy Kong Racing är ett spel till Nintendo 64 som släpptes i november 1997. Spelet skapades av Rare och är ett racingspel likt Mario Kart 64, men i Diddy Kong Racing kan man även åka svävare och flygplan. Spelet hade nästan bara nya figurer, men två av dessa fick sina egna spelserier (Banjo och Conker). 
En Nintendo DS-version av spelet släpptes under våren 2007. Då var dock figurerna Banjo och Conker utbytta, mot Dixie och Tiny Kong, för att undvika copyrightproblem med Microsoft (som köpte upp spelutvecklaren Rare i september 2002).   

## Priser
Diddy Kong Racing vann Console Racing Award vid 1998 års Interactive Achievement Awards.

## Uppföljare
En uppföljare planerades och var i arbete och skulle heta Donkey Kong Racing, med Donkey Kong som huvudfigur istället för Diddy Kong, där figurerna istället red på djur. Det visade sig dock att utvecklingen av spelet skulle bli för dyr för Rare, som därför erbjöd sig att bli uppköpta av Nintendo, som dessvärre avslog detta erbjudande, eftersom Nintendo inte gav Rare tillräckligt med pengar. De köptes senare istället upp av Microsoft, men de kunde inte fortsätta utvecklingen av spelet eftersom de inte längre jobbade med Nintendo och kunde därför inte använda figurer från Nintendo, som spelet ursprungligen hade.